# Comuna Ivanîțea, Nedrîhailiv
Ivanîțea (în ucraineană Іваниця) este o comună în raionul Nedrîhailiv, regiunea Sumî, Ucraina, formată din satele Cemodanivka, Ivanîțea (reședința), Klîn și Zelene.

## Demografie
Componența lingvistică a comunei Ivanîțea
     Ucraineană (98,47%)
     Rusă (1,33%)
     Alte limbi (0,2%)
Conform recensământului din 2001, majoritatea populației comunei Ivanîțea era vorbitoare de ucraineană (98,47%), existând în minoritate și vorbitori de rusă (1,33%).